# 原早苗 (AV女優)
原 早苗（はら さなえ）とは、日本のAV女優。
熟女AV女優としてAVデビュー。
ハーバード大学院に留学して学位を取っていたり、税理士資格と取っているインテリな肩書きを持っていた。

## 作品
- 「この熟女いやらしい！アソコ見られるだけで私いっちゃう」
- 「税理士の叔母さんに中出し!!」
- 「マドンナ倶楽部」
- 「若く逞しいおち○ぽに狂わされた働くおばん 愛蔵版総集編」
- 「息子愛 近親相姦 母と息子の禁断の中出し」
- 「マザコン」
- 「生尺濃厚派遣妻」
- 「母子相姦遊戯 錯覚親子愛」
- 「不倫妻」